# Design de ambientes

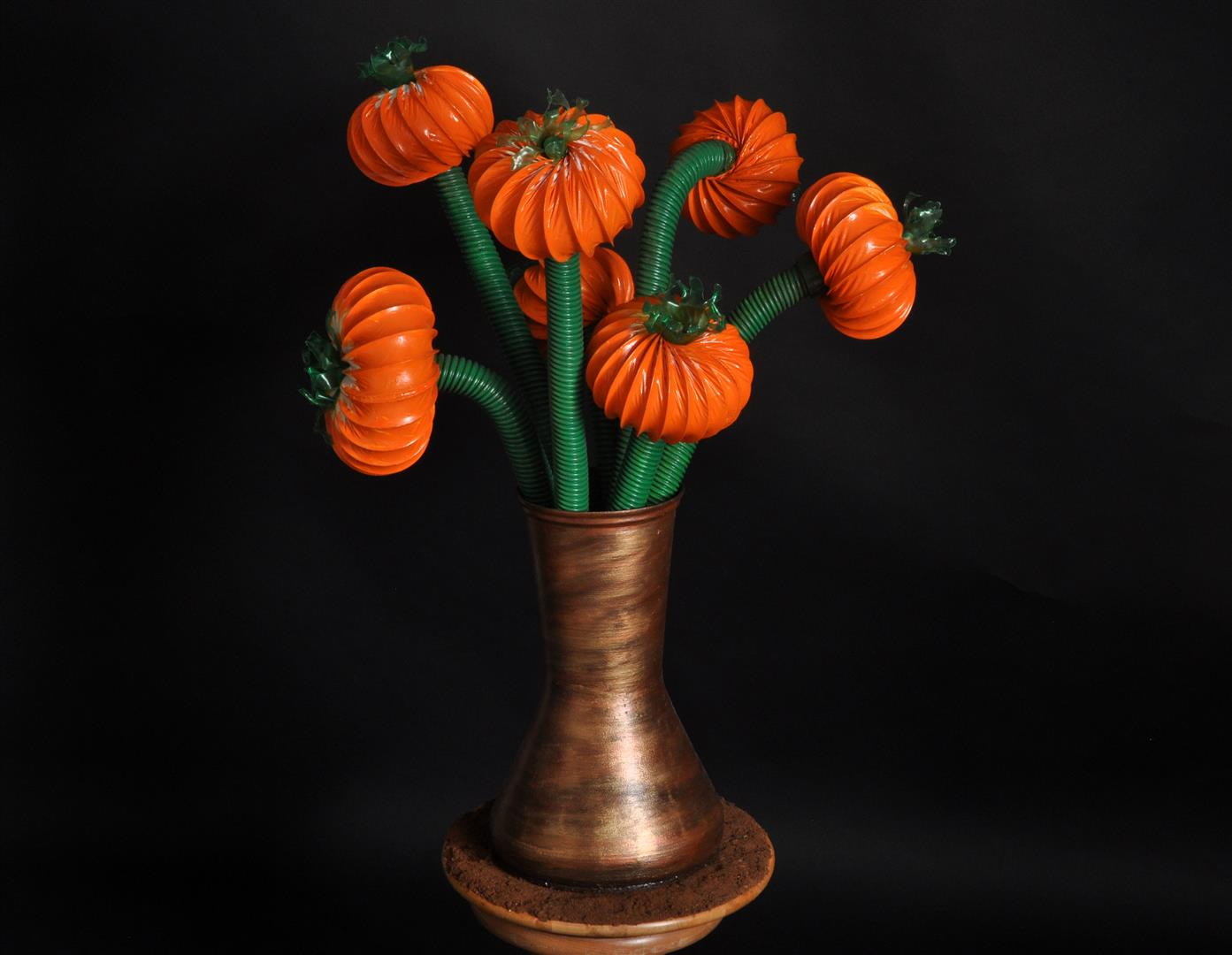
Vaso de flores feito de reciclagem

Design de ambientes é a área do design responsável por desenvolver diferentes tipos de projetos sociais transdisciplinar e multidisciplinar para espaços em que se está, sejam eles internos, como os supermercados, ou externos, como parques. O curso bacharelado tem duração de 4 anos, os cursos estão presentes nas Universidades Federais de Goiás e Minas Gerais e na Universidade do Estado de Minas Gerais (UEMG).
O design de sinalização não se limita a apenas uma área do conhecimento, o design de sistemas informacionais, como pode também ser chamado, é uma interseção de áreas como o design gráfico, design de produto, arquitetura, urbanismo e comunicação. O objetivo deste tipo de projeto é informar, orientar, identificar e ambientar espaços como feiras, eventos, faculdades, stands, shoppings, aeroportos, rodoviárias, estradas e lugares públicos em geral. Ele é representado através de placas, mapas, setas, a fim de que a pessoa possa chegar ao destino desejado.